# Конски връх
Конски връх е най-високият връх на Пенкьовска планина. Надморската му височина е 1187 м. Принадлежи към Руйско-Верилската планинска редица в историко-географската област Краище. Върхът е част от планинските първенци на България.